# 피크의 확산 법칙

미시적 및 거시적 관점에서 본 분자 확산(molecular diffusion). 처음에는 장벽의 왼쪽(보라색 선)에 용질 분자가 있고 오른쪽에는 용질 분자가 없다. 장벽이 제거되고 용질이 확산되어 용기 전체를 채운다. 위: 단일 분자가 무작위로 움직인다. 중간: 분자가 많을수록 용질이 용기를 점점 더 균일하게 채우는 분명한 경향이 있다. 하단: 엄청난 수의 용질 분자로 인해 무작위성이 감지되지 않는다. 용질은 고농도 영역에서 저농도 영역으로 원활하고 체계적으로 이동하는 것으로 보인다. 이 원활한 흐름은 피크의 법칙(Pick's laws)으로 설명된다.

열역학에서 피크의 확산 법칙(영어: Pick’s laws of diffusion, 피크의 퍼짐 법칙, 피크 퍼짐 법칙, 피크 확산 법칙)은 열역학에서 확산 과정을 나타내는 두 개의 법칙이다.

## 역사
19세기 독일의 생리학자 아돌프 피크가 1855년에 발표하였다.

## 피크의 제1법칙

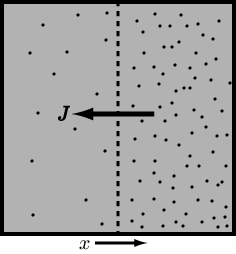
피크의 제1법칙의 도식화

피크의 제1법칙은 입자의 확산 유량과 입자의 밀도의 변화량과의 관계를 기술한 법칙이다. 계의 부피가 일정하다는 조건 아래, 확산 유량(영어: diffusion flux) {\displaystyle \mathbf {J} }는 밀도 {\displaystyle n(x)}의 기울기와 비례하며, 그 비례 상수 {\displaystyle D}를 확산 상수(영어: diffusion coefficient)라고 한다.
{\displaystyle \mathbf {J} (x)=-D\nabla n(x)}
확산 상수의 단위는 [길이]2 · [시간]−1이다.

## 피크의 제2법칙
피크의 제2법칙은 피크의 제1법칙과 연속방정식으로부터 유도되는, 밀도의 시간에 따른 변화를 나타내는 편미분 방정식이다. 연속방정식에 따라서
{\displaystyle {\frac {\partial n}{\partial t}}+\nabla \cdot \mathbf {J} =0}
이므로, 이를 피크의 제1법칙에 대입하면, 다음과 같은 피크의 제2법칙을 얻는다.
{\displaystyle {\frac {\partial n}{\partial t}}(x)=\nabla \cdot (D(x)\nabla n(x))}
만약 확산 상수 {\displaystyle D}가 일정하다면, 이는 다음과 같은 열 방정식과 같은 꼴이 된다.
{\displaystyle {\frac {\partial n}{\partial t}}(x)=D\nabla ^{2}n(x)}

## 응용

### 생물학적 관점
첫번째 법칙은 다음 공식을 생성한다:
{\displaystyle {\text{flux}}={-P\left(c_{2}-c_{1}\right)}}
여기서
- P는 주어진 온도에서 주어진 가스에 대해 실험적으로 결정된 막 "전도도"인 투과성이다.
- c2 − c1은 흐름 방향(c1에서 c2로)에 대해 막을 통과하는 가스 농도의 차이이다.

Fick의 제1법칙은 복사 전달 방정식에서도 중요하다. 그러나 이러한 맥락에서는 확산 상수가 낮고 방사선이 통과하는 물질의 저항보다는 빛의 속도에 의해 방사선이 제한되는 경우 부정확해진다. 이러한 상황에서는 선다발 제한기(flux limiter)를 사용할 수 있다.
유체막을 통과하는 기체의 교환율은 그레이엄의 법칙과 함께 이 법칙을 사용하여 결정할 수 있다.

## 같이 보기
- 확산
- 푸리에의 법칙
- 열역학 제1법칙
- 선다발(flux, 선속)
- 교질 삼투압
- 스탈링 방정식